# Feria taurina de San Ignacio
La Feria taurina de San Ignacio se celebra anualmente en la localidad de Azpeitia, en la provincia de Gipúzcoa, España. Entre los días 31 de julio y 2 de agosto. Se trata de una celebración que está considerada como "el epicentro y motor taurino de Guipúzcoa". Asimismo, está considerada como una de las ferias más antiguas de España al celebrarse ininterrumpidamente desde 1609, cuando tuvo su primera edición con motivo de la beatificiación de San Ignacio de Loyola.

## Historia de la feria

### Orígenes
La tradición taurina de Azpeitia hunde sus raíces en el primer cuarto del siglo XVI. Las primeras referencias de toros en esta localidad guipuzcoana datan de 1522 e, igualmente, se celebraban encierros por las calles del municipio desde 1599 cuando, en las fiestas de San Agustín, los mozos corrían delante de las reses que se destinaban al matadero.
Con motivo de la beatificación de Ignacio de Loyola, natural de Azpeitia, el municipio organizó una serie de festejos taurinos destinados a conmemorar las fiestas religiosas, lidiándose toros de una ganadería de la zona como los toros de Alonso de Idiáquez.
A partir de ese momento el municipio debió consolidar la celebración de corridas de toros dedicadas al santo local, fundador de la Compañía de Jesús, ya que en 1677, eran los regidores de Azpeitia los encargados de la contratación tanto de ganaderías como de diestros para completar cada uno de los festejos. Para ese entonces la localidad no contaba con una plaza de toros de fábrica sino que se realizaba con una arqutiectura efímera, de maderas y palos, que servía para acordonar una plaza o recinto público; y cuyo modelo fue copiado por otras localidades como Cestona.
En el siglo XIX la feria ya constaba del formato actual, con tres corridas de toros que se celebraban entre el 31 de julio y el 2 de agosto, organizándose mediante una comisión delegada por parte del ayuntamiento. Una cesión municipal, realizada a favor de un vecino, José de Arregui, que se comprometía a cerrar la plaza de toros, construir un toril y a dar toros de distingas ganaderías, entre ellas de casta Navarra. En esta plaza fue en la que tuvo lugar la cogida mortal de José Ventura de Laca en agosto de 1846 y que desapareció, con motivo de la construcción del nuevo coso, en 1903.

### Actualidad
Actualmente la Feria de San Ignacio se sigue celebrando entre el 31 de julio y el 2 de agosto, organizándose los festejos taurinos por parte de una comisión que se encarga de la contratación tanto de toros como de toreros y cuyos beneficios son destinados a obras benéficas y asistenciales, entre ellas las religiosas de las Siervas de María de Azpeitia. Tradicionalmente y hasta 1982 se celebraban novillas y después corridas de toros.
En 2020, con motivo de la epidemia del Covid-19 se suspendieron a nivel municipal las fiestas patronales y, asimismo, se cancelaron los festejos previstos. Para esa edición la comisión había contado con dos ganaderías habituales en la feria como el hierro de Ana Romero y el de Murteira Grave así como una ganadería novel en este ciclo, la ganadería andaluza de La Palmosilla.

## Anexos
- Temporada 2019 de la Feria de San Ignacio